# Контакт (предприятие)
Научно-производственное предприятие «Контакт» (АО «НПП „Контакт“», ранее ФГУП «НПП Контакт») — предприятие электротехнической и электронной промышленности расположенное в городе Саратов. Предприятие специализируется на выпуске мощных вакуумных электронных приборов для радиовещания, телевидения, дальней космической и спутниковой связи, радиолокации, ускорительной техники.
Входит в холдинговую компанию АО «Росэлектроника» Государственной корпорации «Ростех».

## История
В 1951 году Советом министров РСФСР принято решение о строительстве в Саратове, среди прочих предприятий подобного профиля, завода радиотехнического профиля который получил № 887. В 1952 году было выделено место под строительство, с 1953 года были начаты строительные работы. Строились заводские корпуса, посёлок при заводе, котельная.
В 1955 году ЦК КПСС и Совет Министров СССР приняли решение о пересмотре специализации строящегося завода. По новым планам он перепрофилирован на выпуск электровакуумных изделий — генераторных и модуляторных ламп. В 1958 году было принято решение до конца 1959 года начать выпуск на заводе двух типов ламп МГЛ (ГИ-19Б и ГУ-23А,Б) и одного СВЧ-изделия — мощного импульсного усилительного клистрона «Агат». 20 февраля 1959 года завод введён в число действующих предприятий. К концу 1959 года была выпущена годная по всем параметрам лампа ГУ-23А.
Свою первую продукцию — верстаки и стеллажи завод выдал ещё в декабре 1958 года.
В 1979 году за участие в создании специальной техники завод был награждён орденом «Знак Почёта».
АО «НПП „Контакт“» — единственный в России производитель вакуумных выключателей на номинальное напряжение 220 кВ.

## Развитие предприятия
В производстве продукции гражданского назначения на предприятии отмечается спад, который начался в 2011 году. Отмечается отсутствие крупных заказов на производимую продукцию. Помимо высоких затрат на содержание избыточных мощностей и инфраструктуры, к проблемам предприятия добавляются также низкие темпы обновления основных средств. Для преодоления кризисной ситуации планируется увеличить производство и реализацию не только продукции военного назначения, но и коммутационной аппаратуры. Гражданское направление предполагается увеличить как за счет серийной продукции, так и новых разработок, включая малогабаритный выключатель на 35 кВ, одноразрывный выключатель на 110 кВ, и выключатель на 220 кВ. Кроме того, В 2016—2019 годах планируется масштабное техническое перевооружение предприятия по федеральной целевой программе. Реализация антикризисного плана позволит выйти на безубыточный уровень деятельности и достичь прибыли, что станет основной задачей предприятия на период 2016—2018 гг. Кроме того, выходу из кризисной ситуации будет способствовать получение предприятием гособоронзаказа на 2016 год.
К 2016 году планируется завершить образование кластера вакуумных СВЧ-компонентов в Саратовской области. Создающееся на базе АО «НПП „Алмаз“» и АО «НПП „Контакт“» производственное объединение «Электроника-Саратов» объединит научно-производственный потенциал саратовского радиоэлектронного комплекса, что позволит выпускать высокотехнологичные электронные компоненты, необходимые для изделий, производимых в рамках гособоронзаказа.
На авиасалоне МАКС-2015 ТНПО «Электроника-Саратов» впервые была представлена как единый кластер в составе предприятий АО «НПП „Алмаз“», АО «НПП „Контакт“» и АО «Центральный НИИ измерительной аппаратуры» (ЦНИИИА).
В рамках реализации комплексного плана развития территориального объединения «Электроника-Саратов» на техническое перевооружение производства вакуумной коммутационной аппаратуры АО «НПП „Контакт“» будет направлено 1,3 миллиарда рублей. Планы реструктуризации предприятия предусматривают сокращение административно-управленческого персонала, при этом численность предприятия по состоянию на 2015 год составляла 2,3 тысячи человек. В августе 2015 планируется сокращение 26 человек, а до конца года под сокращение попадёт 300 сотрудников предприятия. К 2018 году численность сотрудников предприятия составляло 1753 человека.

## Выпускаемая продукция

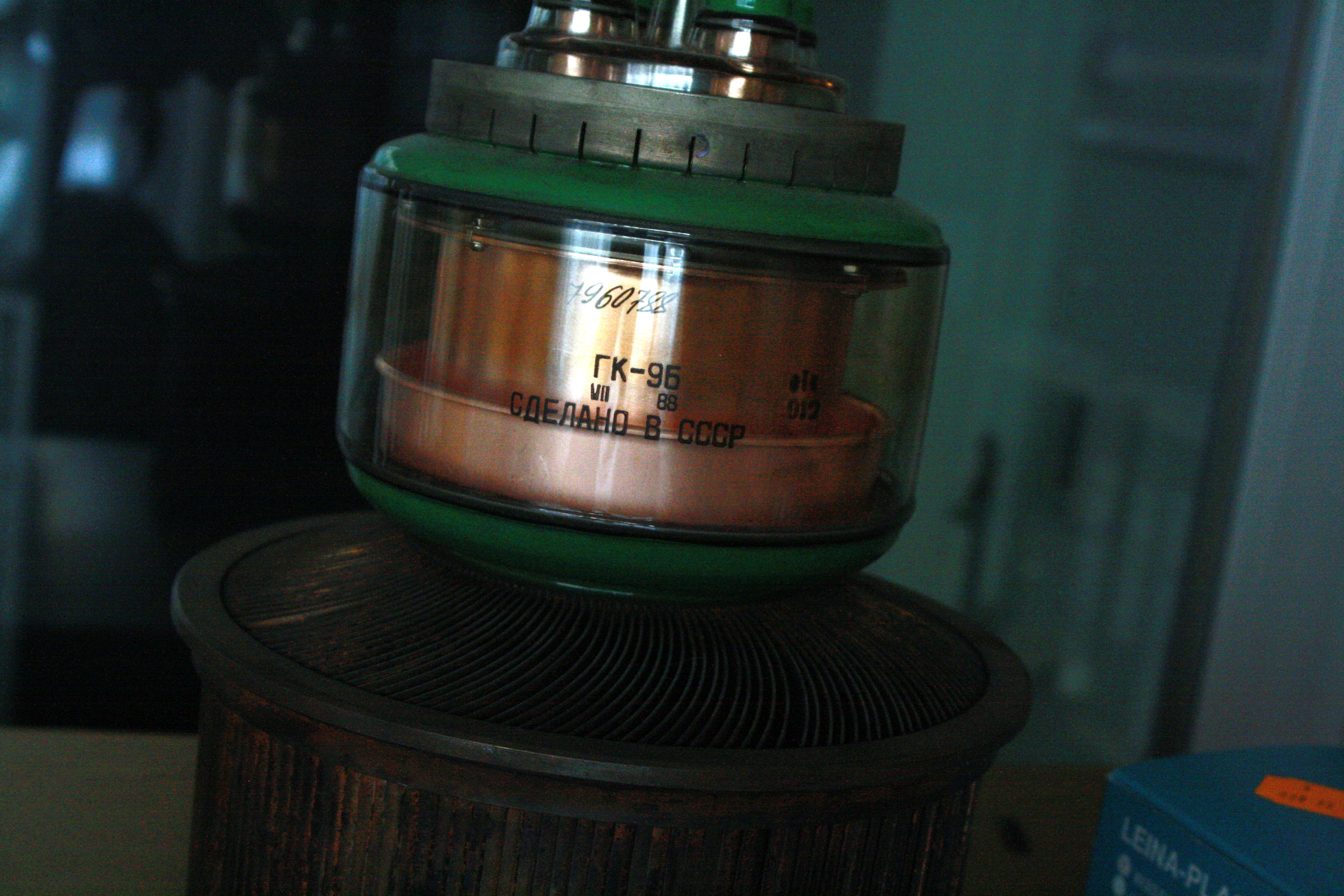
триод ГК-9Б производства АО «НПП „Контакт“»

- Комплектные трансформаторные подстанции блочные модернизированные
- Комплектные распределительные устройства
- Открытые вводные устройства
- Вакуумные коммутационные аппараты[23]
  - Вакуумные выключатели
  - Вакуумные контакторы
- Камеры вакуумные дугогасительные
- Мощные генераторные триоды и тетроды
- Мощные электровакуумные приборы СВЧ
  - Клистроны
  - Магнетроны
  - Амплитроны
  - Лампы бегущей волны

## Инновационные разработки
На ОАО «НПП „Контакт“» совместно с базовой кафедрой микро- и наноэлектроники Саратовского государственного университета, расположенной на предприятии, в рамках опытного производства разрабатывается система радиочастотной идентификации следующего поколения, работающая на частоте 6 ГГц, что позволит превзойти наиболее совершенные аналоги диапазона 2,45 ГГц по дальности и скорости идентификации. Разрабатываемые ОАО «НПП „Контакт“» RFID метки обладают более компактными размерами, повышенной устойчивостью к помехам, радиационному а также термическому воздействию.
Проект производства RFID меток нового поколения прошел предварительную экспертизу на статус резидента фонда «Сколково».

## Руководство
- Бобылёв, Константин Фёдорович (1959—1970)
- Спицын, Борис Владимирович (1970—1989)
- Семёнов, Анатолий Степанович (1989—2004)
- Муллин, Виктор Валентинович (2004—2013)
- Бушуев, Николай Александрович (2013)
- Тихонов, Олег Витальевич (2013—2014)
- Гайнанов, Булат Шафигуллович (2014—2015)[26]
- Семёнов, Вадим Анатольевич (2015—2018)[6][27]
- Чудин, Виктор Геннадьевич (2018—2020)
- Волошкин, Андрей Владимирович (с 2020)